# Denn du wirst meine Seele nicht in der Hölle lassen, BWV 15

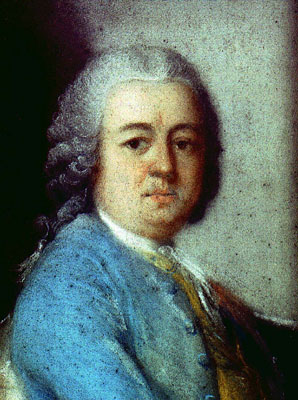
Johann Ludwig Bach, probable autor de la cantata.

Denn du wirst meine Seele nicht in der Hölle lassen, BWV 15 (Porque no dejarás mi alma en el infierno) es una cantata de iglesia falsamente atribuida a Johann Sebastian Bach pero más probablemente compuesta por Johann Ludwig Bach en 1704.

## Historia
Esta cantata fue inicialmente considerada una obra temprana de Johann Sebastian Bach. No obstante, los estudiosos de Bach más tarde atribuyeron la pieza a su primo, Johann Ludwig Bach. La obra probablemente fue compuesta en Meiningen en 1704 para el primer día de Pascua, conocido como el domingo de Pascua. Existen ciertas evidencias de que pudo haber sido interpretada de nuevo bajo los auspicios de Johann Sebastian Bach el 21 de abril de 1726 en Leipzig.

## Análisis

### Texto
Las lecturas establecidas para ese día eran de la primera epístola a los corintios (1 Corintios 5:6-8) y del evangelio según San Marcos (Marcos 16:1-8).
W. Blankenburg propuso que el texto pudo haber sido obra de Christoph Helm; mientras que K. Kuester sugirió que el autor pudo haber sido Herzog Ernst Ludwig von Sachsen-Meinigen.

### Instrumentación
La obra está escrita para cuatro solistas vocales (soprano, alto, tenor y bajo) y un coro a cuatro voces; dos corni da caccia, dos oboes, timbales, dos violines, viola, viola da gamba y bajo continuo.

### Estructura
Consta de diez movimientos, organizados en dos partes.
Parte 1
1. Arioso (bajo): Denn du wirst meine Seele nicht in der Hölle lassen
2. Recitativo (soprano): Mein Jesus ware tot
3. Aria (Duetto) (soprano & alto): Weichet, weichet, Furcht und Schrecken
4. Aria (tenor): Entsetzet euch nicht
5. Aria (soprano): Auf, freue dich, Seele, du bist nun getröst

Parte 2
1. Terzetto (alto, tenor & bajo): Wo bleibet dein Rasen du höllischer Hund
2. Aria (Dueto) (soprano & alto): Ihr klaget mit Seufzen, ich jauchze mit Schall
3. Sonata (tutti instrumental)
4. Recitativo (tenor & bajo) – Cuarteto: Drum danket dem Höchsten, dem Störer des Krieges
5. Coral (coro & tutti instrumental): Weil du vom Tod erstanden bist

## Discografía selecta
De esta pieza se han realizado una serie de grabaciones entre las que destacan las siguientes.
- 1956 – Cantata BWV 15. Max Thurn, NDR-Chor, NDR Sinfonieorchester (Tonträgern)
- 1994 – I'm laughing and shouting for joy from Cantata BWV 15. Margrete Enevold, Coro infantil de la Real Academia Danesa de Música (Point Records)
- 2001 – Apocryphal Bach Cantatas II. Wolfgang Helbich, Alsfelder Vokalensemble, I Febiarmionici (Classic Produktion Osnabrück)